# О мерах борьбы с преступностью среди несовершеннолетних

Официальная публикация постановления в «Известиях ЦИК Союза ССР и ВЦИК» в № 81 от 8 апреля 1935 года

Постановление СНК СССР, ЦИК СССР от 7 апреля 1935 года № 3/598 «О мерах борьбы с преступностью среди несовершеннолетних» — нормативно-правовой акт, принятый в целях быстрейшей ликвидации преступности среди несовершеннолетних в СССР. Постановление было подписано Председателем ЦИК СССР М. И. Калининым, Председателем СНК СССР В. М. Молотовым и Секретарём ЦИК СССР И. А. Акуловым. Документ был официально опубликован в «Известиях ЦИК Союза ССР и ВЦИК» в № 81 от 8 апреля 1935 года.

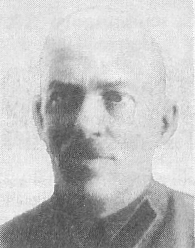
Секретарь ЦИК СССР И. А. Акулов (1888—1937)

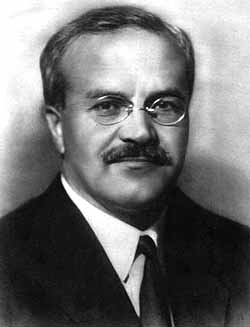
Председатель СНК СССР В. М. Молотов (1890—1986)

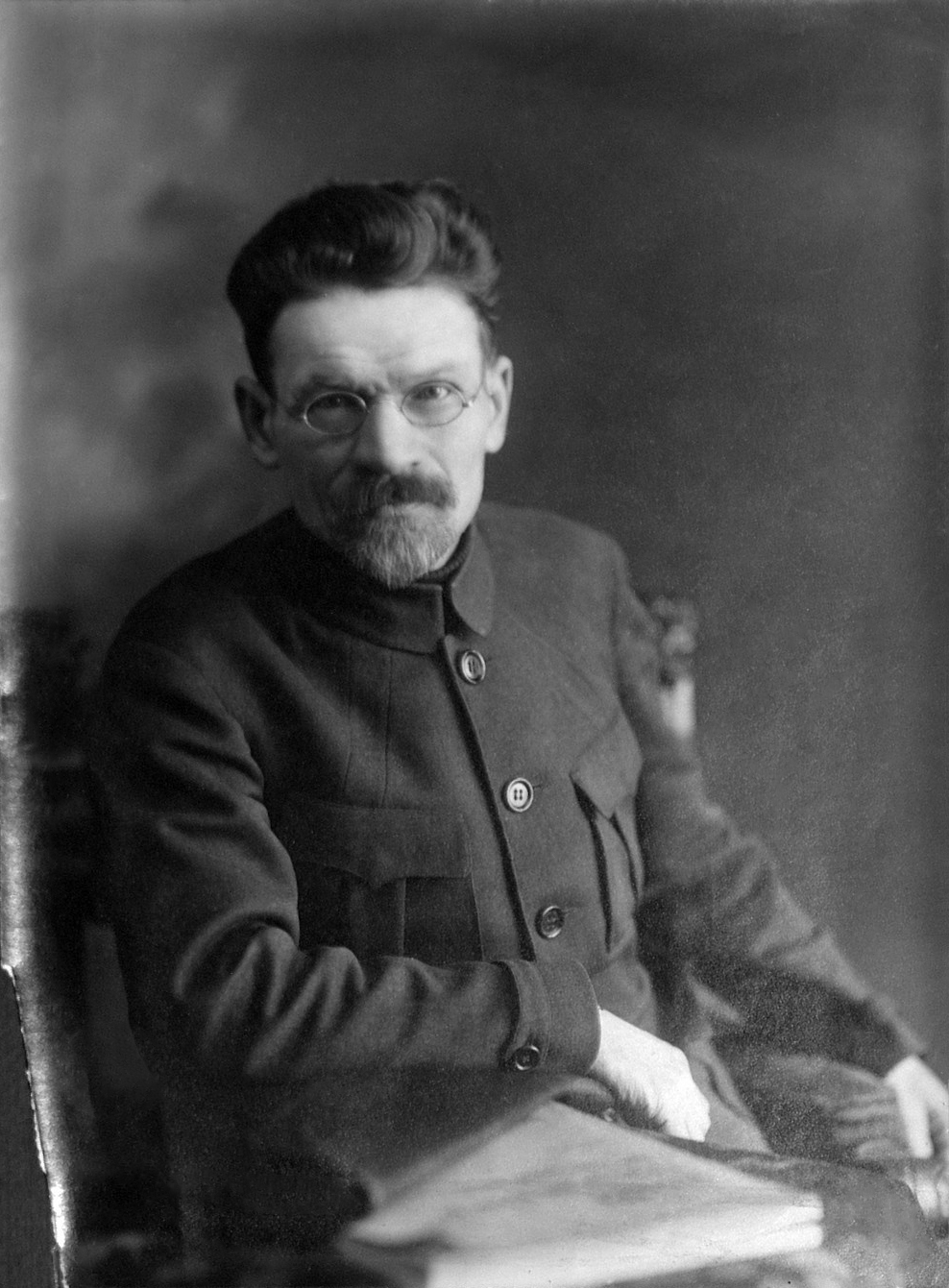
Председатель ЦИК СССР М. И. Калинин (1875—1946)

Широкое обсуждение в публицистике и в ряде работ на историческую тему о сталинской эпохе получил пункт первый постановления, в соответствии с которым несовершеннолетних «начиная с 12-летнего возраста, уличённых в совершении краж, в причинении насилия, телесных повреждений, увечий, в убийстве или в попытках к убийству» данным нормативным актом предлагалось «привлекать к уголовному суду с применением всех мер уголовного наказания».

## Причины принятия
Народный комиссар обороны СССР Ворошилов 19 марта 1935 года послал Сталину, Молотову и Калинину письма с предложением ввести смертную казнь для детей, указывая на статистику детской преступности в Москве и, в частности, на ранение 9-летним мальчиком сына заместителя прокурора советской столицы. Письмо быстро дало результат в виде нормативно-правового акта. 8 апреля 1935 года было опубликовано совместное постановление ЦИК и Совнаркома СССР «О мерах борьбы с преступностью среди несовершеннолетних», предусматривавшее введение смертной казни с 12-летнего возраста.

## Содержание постановления
Данным нормативно-правовым актом ЦИК СССР и СНК СССР постановили:

1) Несовершеннолетних начиная с 12-летнего возраста, уличённых в совершении краж, в причинении насилий, телесных повреждений, увечий, в убийстве или в попытках к убийству, привлекать к уголовному суду с применением всех мер уголовного наказания. 

2) Лиц, уличённых в подстрекательстве или в привлечении несовершеннолетних к участию в различных преступлениях, а также в понуждении несовершеннолетних к занятию спекуляцией, проституцией, нищенством и т. п. — карать тюремным заключением не ниже 5 лет. 

3) Отменить ст. 8 «Основных начал уголовного законодательства Союза ССР и Союзных Республик». 

4) Предложить Правительствам Союзных республик привести уголовное законодательство республик в соответствие с настоящим постановлением. 

## Секретный циркуляр прокуратуры и Верховного суда СССР от 20 апреля 1935 года
20 апреля 1935 года датирован совершенно секретный циркуляр Прокуратуры СССР и Верховного суда СССР № 1/001537 — 30/002517, который подписан Прокурором СССР Андреем Вышинским и Председателем Верховного суда СССР Винокуровым. Циркуляр адресован органам прокуратуры и судам всего СССР. Этот документ разъяснял Постановление «О мерах борьбы с преступностью среди несовершеннолетних» следующим образом:

… надлежит считать отпавшими указание в примечании к ст. 13 «Основных начал уголовного законодательства СССР и союзных республик» и соответствующие статьи уголовных кодексов союзных республик (22 ст. УК РСФСР и соответствующие статьи УК других союзных республик), по которым расстрел к лицам, не достигшим 18-летнего возраста, не применяется
Таким образом прокуратура СССР и Верховный суд СССР отменили статью 22 Уголовного кодекса РСФСР, которая до этого запрещала применять расстрел в отношении лиц, не достигших 18 лет.

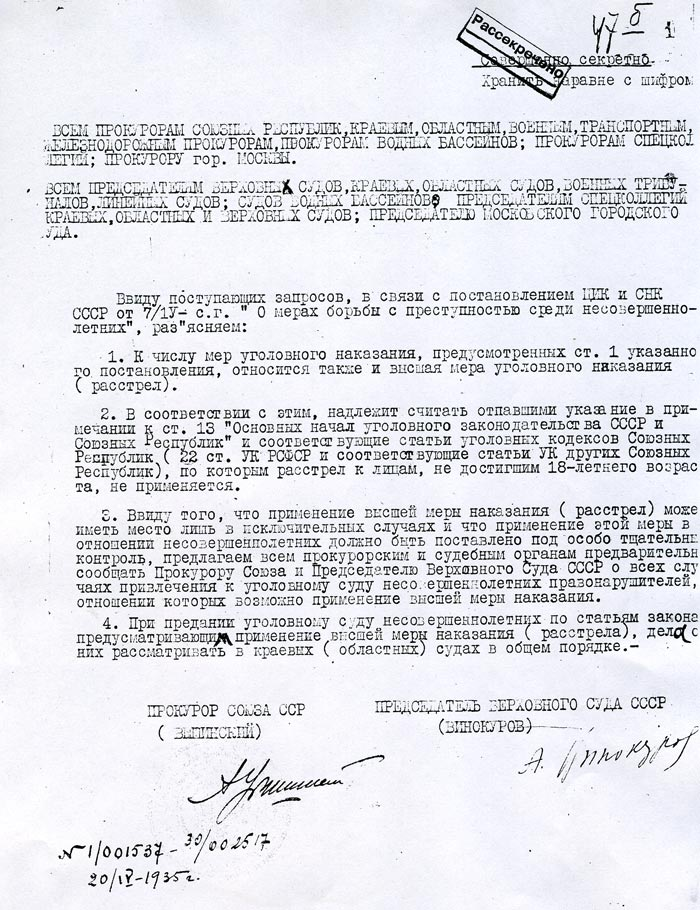
Циркуляр 1/001537-30/02517 от 20.09.1935г.

2 января 1936 года Постановление Пленума Верховного суда СССР указало, что в случае, если лица, достигшие 12 лет, совершают преступления, не перечисленные в статье 12 УК РСФСР, но соединенные с насилием, нанесением телесных повреждений, увечьем или убийством, то они подлежат ответственности по соответствующей статье УК РСФСР.
Секретный циркуляр № 1/001537 — 30/002517 также предписывал (в рамках предложения) органам прокуратуры и судам сообщать прокурору СССР и Председателю Верховного суда СССР «о всех случаях привлечения к уголовному суду несовершеннолетних правонарушителей, в отношении которых возможно применение высшей меры наказания».

## Внесение изменений в Уголовный кодекс РСФСР

### Внесение изменений, устанавливающих применение к несовершеннолетним с 12 лет всех мер наказания

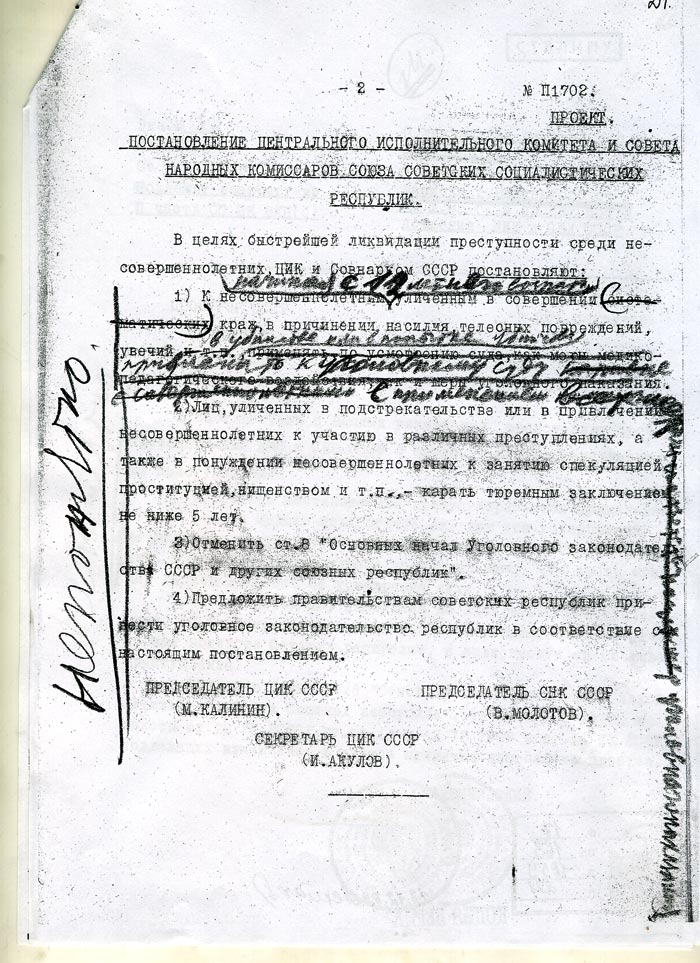
Проект постановления ЦИК и СНК Союза ССР «О борьбе с несовершеннолетними преступниками». (С дополнениями и пометками И.Сталина

В соответствии с данным общесоюзным постановлением на уровне РСФСР 25 ноября 1935 года было принято Постановление ВЦИК, СНК РСФСР «Об изменении действующего законодательства РСФСР о мерах борьбы с преступностью среди несовершеннолетних, с детской «бесприз»орностью и безнадзорностью».
Согласно пункту 1 Постановления ВЦИК и СНК РСФСР от 25 ноября 1935 года статья 12 Уголовного кодекса РСФСР излагалась в следующей редакции:
«12. Несовершеннолетние, достигшие двенадцатилетнего возраста, уличённые в совершении краж, в причинении насилия, телесных повреждений, увечий, в убийстве или попытке к убийству, привлекаются к уголовному суду с применением всех мер наказания».
Ранее статья выглядела так:
«12. Меры социальной защиты судебно-исправительного характера не подлежат применению к малолетним до четырнадцати лет, в отношении которых могут быть применяемы лишь меры социальной защиты медико-педагогического характера.
К несовершеннолетним от четырнадцати до шестнадцати лет меры социальной защиты судебно-исправительного характера могут быть применяемы лишь в случаях, когда комиссией по делам о несовершеннолетних будет признано невозможным применение к ним мер социальной защиты медико-педагогического характера.»
В то же время неизменно действующей оставалась статья 22 УК РСФСР, гласящая:
«22. Не могут быть приговорены к расстрелу лица, не достигшие восемнадцатилетнего возраста в момент совершения преступления, и женщины, находящиеся в состоянии беременности».

### Другие изменения УК РСФСР
Согласно пункту 2 Постановления исключалась статья 50 Уголовного кодекса РСФСР.

## Дальнейшее развитие законодательства СССР
7 июля 1941 года был принят Указ Президиума ВС СССР «О применении судами Постановления ЦИК и СНК СССР от 7 апреля 1935 года „О мерах борьбы с преступностью среди несовершеннолетних“» (опубликован в издании «Ведомости ВС СССР», 1941, № 32). Президиум Верховного Совета СССР как орган представительной  власти вмешивается в компетенцию судебной, указывая, что Пленум Верховного суда неверно толкует применение Указа от 7.07.41, ограничивая его действия только на умышленные преступления, его также следует применять и к преступлениям по неосторожности .
Документ утратил силу в соответствии с Указом Президиума Верховного Совета СССР от 13 апреля 1959 года «О признании утратившими силу законодательных актов в связи со введением в действие основ уголовного законодательства, законов об уголовной ответственности за государственные и за воинские преступления, основ законодательства о судоустройстве, положения о военных трибуналах и основ уголовного судопроизводства»

## Практика применения
Известен по крайней мере один случай, когда на основании Постановления «О мерах борьбы с преступностью среди несовершеннолетних» был казнён несовершеннолетний: в январе 1940 года был приговорён к смертной казни и в ноябре того же года расстрелян семнадцатилетний подросток Владимир Винничевский, который в период с 1938 по 1939 годы в Свердловской области похитил, изнасиловал и убил не менее 8 детей в возрасте от 2,5 до 4,5 лет. Известно, что в июле 1937 года на территории современного Пермского края был арестован сын белогвардейца 16-летний Иван Толпышев, которого приговорили к расстрелу
Также в СССР в конце 1930-х годов имели место аресты несовершеннолетних, достигших 12 лет. Так, на территории современного Пермского края с августа 1937 года по ноябрь 1938 года по политическим мотивам были арестованы 5 несовершеннолетних, не достигших 16 лет: двум арестованным было по 15, двум - по 14, а одному — 12 лет. Известно, что ни один из этих подростков не был приговорён к расстрелу.

## Оценки
Французский писатель и общественный деятель Ромен Роллан в беседе со Сталиным 28 июня 1935 года усомнился в гуманности принятия данного постановления. Сталин ответил ему следующее:

Теперь позвольте мне ответить на Ваши замечания по поводу закона о наказаниях для детей с 12-ти летнего возраста. Этот декрет имеет чисто педагогическое значение. Мы хотели устрашить им не столько хулиганствующих детей, сколько организаторов хулиганства среди детей. Надо иметь в виду, что в наших школах обнаружены отдельные группы в 10—15 чел. хулиганствующих мальчиков и девочек, которые ставят своей целью убивать или развращать наиболее хороших учеников и учениц, ударников и ударниц. Были случаи, когда такие хулиганские группы заманивали девочек к взрослым, там их спаивали и затем делали из них проституток. Были случаи, когда мальчиков, которые хорошо учатся в школе и являются ударниками, такая группа хулиганов топила в колодце, наносила им раны и всячески терроризировала их. При этом было обнаружено, что такие хулиганские детские шайки организуются и направляются бандитскими элементами из взрослых. Понятно, что Советское правительство не могло пройти мимо таких безобразий. Декрет издан для того, чтобы устрашить и дезорганизовать взрослых бандитов и уберечь наших детей от хулиганов.

### Современные оценки
Решение привлекать подростков к уголовному суду с применением всех мер уголовного наказания и даже допускать возможность смертной казни, часто приводилось как пример жестокости, или, хотя бы, недостатков советской власти и её представителей.
Латвийский режиссёр Шноре, в документальном фильме «Советская история» объяснял, что данный декрет, разрешавший расстреливать несовершеннолетних, издан для решения вопроса оставшихся беспризорными детей репрессированных.

## Иск внука Сталина против радиостанции «Эхо Москвы»
В декабре 2009 года внук Председателя Совета Министров СССР И. В. Сталина Е. Я. Джугашвили подал иск в защиту деда к радио «Эхо Москвы». Причиной стала фраза ведущего М. Ю. Ганапольского в передаче «Перехват» от 16 октября: «Сталин подписал указ, что можно расстреливать детей с 12-летнего возраста, как врагов народа!  Кто из ублюдков смеет сказать хоть слово в его защиту?», произнесённая после приведения ряда цитат из книги Ю. Б. Борева «Сталиниада». По утверждению Евгения Джугашвили, слова Ганапольского не соответствуют действительности и порочат честь и достоинство Иосифа Сталина. Иск был подан в Пресненский суд Москвы.
Главный редактор радиостанции «Эхо Москвы» Алексей Венедиктов сообщил: «Мы представили суду документы, свидетельствующие о том, что Сталин подписал директивы о расстреле, начиная с 12-летнего возраста. Наши оппоненты попросили отложить заседание, чтобы с этими документами ознакомиться». По его словам, представленные документы были взяты из Росархива, однако у истцов возникли сомнения в их подлинности.
Пресненский суд Москвы отказался удовлетворять претензии Джугашвили лишь по причине недоказанности правомочности истца, как предполагаемого родственника И.В. Сталина  .